# Rietavas
Rietavas est une ville de Lituanie ayant en 2010 une population d'environ 3 800 habitants. C'est le chef-lieu de la municipalité du district de Rietavas.
La ville est célèbre pour la construction de la première centrale électrique en activité de Lituanie en 1892.

## Histoire
Au cours de la Seconde Guerre mondiale, en 1941, les habitants juifs de la ville sont contraints aux travaux forcés puis assassinés lors d'exécutions de masse perpétrées par un einsatzgruppen,,.